# ND Mura 05
Nogometno Društvo Mura 05 byl slovinský fotbalový klub sídlící ve městě Murska Sobota. Klub byl založen v roce 2005, zanikl v roce 2013 po vyhlášení bankrotu.

## Přehled výsledků v evropských pohárech
| Sezóna  | Soutěž                           | Soupeř           | 1. zápas | 2. zápas | Celkem |
| ------- | -------------------------------- | ---------------- | -------- | -------- | ------ |
| 2012/13 | Evropská liga UEFA (1. předkolo) | FK Baku          | 2:0      | 0:0      | 2:0    |
|         | Evropská liga UEFA (2. předkolo) | PFK CSKA Sofia   | 0:0      | 1:1      | 1:1    |
|         | Evropská liga UEFA (3. předkolo) | FK Arsenal Kyjev | 0:2      | 3:0      | 3:2    |
|         | Evropská liga UEFA (4. předkolo) | SS Lazio         | 0:2      | 1:3      | 1:5    |

## Trenéři
| Jméno            | Nár.      | Od   | Do   |
| ---------------- | --------- | ---- | ---- |
| Edin Osmanović   | Slovinsko | 2007 | 2008 |
| Primoz Gliha     | Slovinsko | 2009 | 2010 |
| Robert Pevnik    | Slovinsko | 2011 | 2011 |
| Ante Šimundža    | Slovinsko | 2011 | 2012 |
| Franc Cifer      | Slovinsko | 2012 | 2012 |
| Oliver Bogatinov | Slovinsko | 2012 | 2013 |
| Ante Šimundža    | Slovinsko | 2013 | 2013 |